# Tacos (песня)
«Tacos» — сингл российской панк-поп-рэйв-группы Little Big, выпущенный 14 августа 2020 на лейбле Warner Music Russia и Little Big Family. Он был посвящён традиционному мексиканскому блюду такос.

## Видеоклип
Релиз видеоклипа на трек состоялся 14 августа на официальном YouTube-канале Little Big, в день выхода сингла. В видеоклипе принял участие танцор Дмитрий Красилов, ранее снимавшийся в клипе «UNO». За три дня клип набрал более шести миллионов просмотров.
В клипе участники группы Little Big превратились в еду.

### Сюжет
Клип начинается с того, что танцор Дмитрий Красилов после съёмок клипа на песню «UNO» приходит на кухню, снимает куртку, надевает халат и ставит в микроволновую печь тарелку с бутербродом. Во время того как еда греется, перед Красиловым выступают участники Little Big в виде еды. Танцор решает, что сходит с ума, но в конце микроволновка щёлкает, что привлекает внимание Красилова, и он оглядывается. Когда Дмитрий поворачивается обратно, он видит, что всё пришло в норму. Выдохнув, он достаёт бутерброд и уходит.

## Чарты
| Чарт (2020)              | Высшая позиция |
| ------------------------ | -------------- |
| Россия (Apple Music)     | 60             |
| Украина (Apple Music)    | 104            |
| Бельгия (Apple Music)    | 73             |
| Узбекистан (Apple Music) | 180            |
| Эстония (Apple Music)    | 188            |
| Молдова (Apple Music)    | 192            |
| Россия (ITunes Store)    | 64             |
| Испания (ITunes Store)   | 320            |
| Австрия (ITunes Store)   | 361            |
| Казахстан (iTunes Store) | 25             |
| Бельгия (YouTube)        | 1              |
| Латвия (YouTube)         | 1              |
| Россия (YouTube)         | 1              |
| Эстония (YouTube)        | 5              |
| Украина (YouTube)        | 5              |
| Казахстан (YouTube)      | 10             |
| Молдова (YouTube)        | 16             |
| Литва (YouTube)          | 18             |
| Россия (Яндекс.Музыка)   | 16             |
| Мир (Яндекс.Музыка)      | 18             |
| Россия (YouTube Music)   | 1              |